# Holandia na Zimowej Uniwersjadzie 2009
Holandię na Zimowej Uniwersjadzie w Harbinie będzie reprezentowało 12 zawodników .

## Kadra

### Łyżwiarstwo szybkie
- Linda Bouwens
- Anice Das
- Janneke Ensing
- Sietse Heslinga
- Marije Joling
- Joost Kool
- Jorien Kranerbong
- Mayon Kuipers
- Michael Poot
- Renz Rotteveel
- Pim Schipper
- Arjen van der Kieft